# Limnonectes selatan
Limnonectes selatan é uma espécie de anfíbio anuros da família Dicroglossidae. Está presente em Malásia. A UICN classificou-a como quase ameaçada.